# Taxi (telessérie)
Taxi foi uma premiada série de televisão norte-americana, originalmente transmitida pela ABC, entre 1978 e 1982, e depois transmitida pela NBC, entre 1982 e 1983. A atração focava na vida cotidiana de um grupo de taxistas que trabalham na cidade de Nova Iorque, para uma companhia fictícia chamada Sunshine Cab Company, dirigida por um desiludido chefe.
A série venceu 18 prémios Emmy, entre eles três para melhor série de comédia em 1979, 1980 e em 1981 e o Globo de Ouro de melhor série cómica ou musical em 1978, 1979 e 1980.

## Enredo
Na companhia de táxi de Louie (Danny DeVito), comandava tudo atrás de um microfone e uma mesa que escondia sua pequena estatura e todos formavam uma grande família. Alex (Judd Hirsch), que era o mais velho dos colegas taxistas, vivia desiludido com a vida e sua profissão. Os seus amigos, também taxistas, não ganhavam muito, mas não consideravam o trabalho tão ruim assim.

## Elenco
Segundo Nick at Nite's Classic TV Companion:
- Judd Hirsch .... Alex Rieger
- Jeff Conaway .... Bobby Wheeler
- Danny DeVito .... Louie De Palma
- Marilu Henner .... Elaine Nardo
- Tony Danza .... Tony Banta
- Randall Carver .... John Burs
- Andy Kaufman .... Latka Gravas
- Christopher Lloyd .... Reverendo Jim Ignatowski
- Carol Kane .... Simka Gravas
- J. Alan Thomas .... Jeff Bennett